# Sydhavn
 (décembre 2024).
Si vous disposez d'ouvrages ou d'articles de référence ou si vous connaissez des sites web de qualité traitant du thème abordé ici, merci de compléter l'article en donnant les références utiles à sa vérifiabilité et en les liant à la section « Notes et références ».

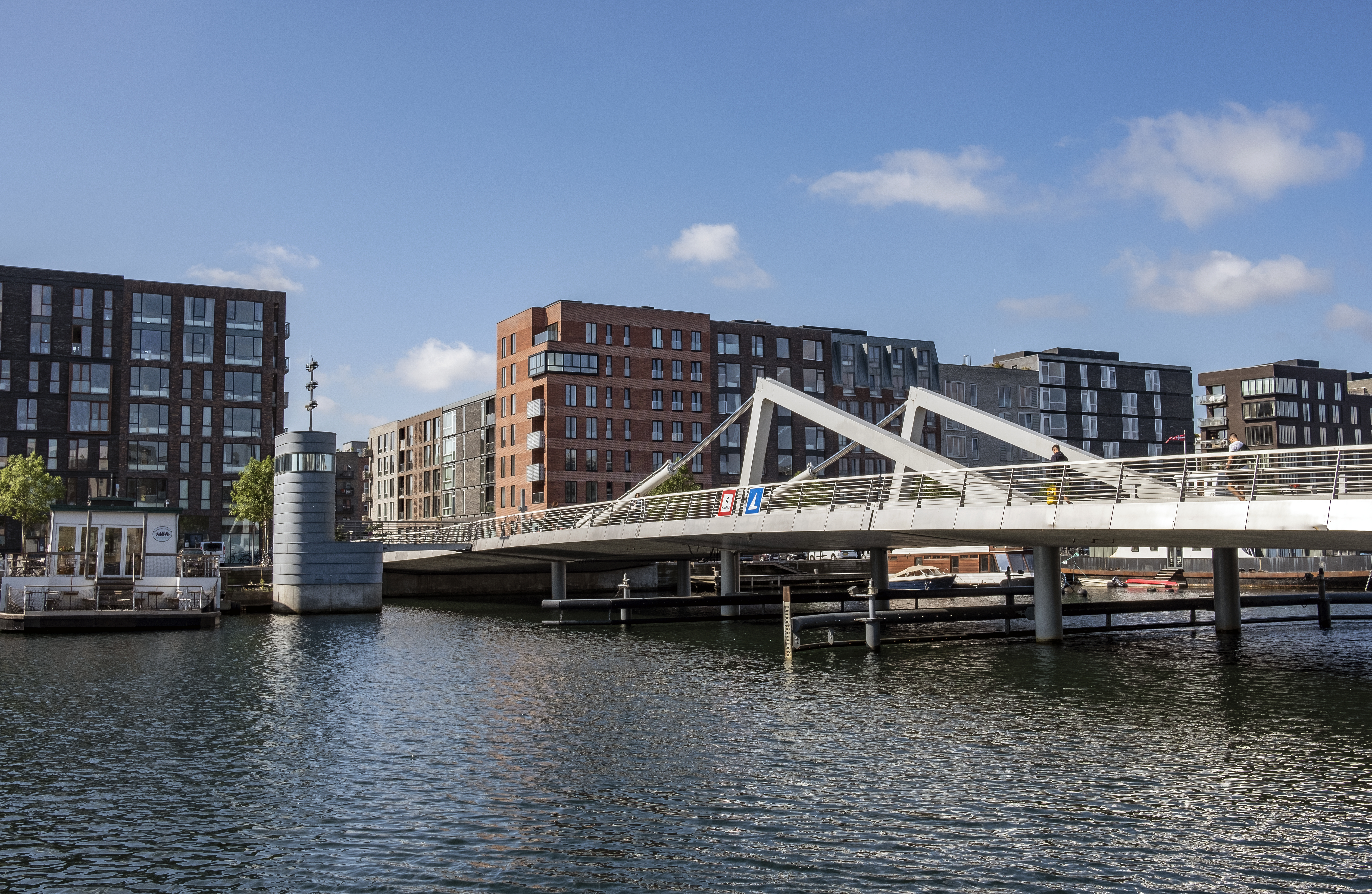
Sydhavn

Sydhavn (ou port sud) est un quartier de Copenhague, développé autour de l'industrie portuaire située dans la partie sud du port de la ville.

## Histoire
Le plus ancien établissement humain de la région remonte à environ 5 000 avant J.-C., avec une présence de la culture Ertebølle sur un petit îlot au large de la côte.

## Développement
Aujourd'hui, Sydhavn est divisé en deux parties : 
- L'ancienne partie, dans les terres, est constituée de propriétés aux petits appartements, conçus à l'origine pour loger les ouvriers des docks ;
- La nouvelle partie, le long du port, comprend plusieurs sites industriels : Enghave Brygge, Teglholmen et Sluseholmen. Ces zones sont en cours de renouvellement urbain.

Au cours de la dernière décennie, le développement de Copenhague a eu un impact significatif sur Sydhavn. La transformation d'espaces industriels en plusieurs nouveaux quartiers résidentiels modernes ont contribué à redéfinir l'identité du quartier.

## Transports
Le quartier est desservi par la gare de Sydhavn.
Depuis 2024, le quartier est également desservi plusieurs stations de la ligne 4 du métro de Copenhague : Havneholmen, Enghave Brygge, Sluseholmen et Mozarts Plads.